# Phyciodes

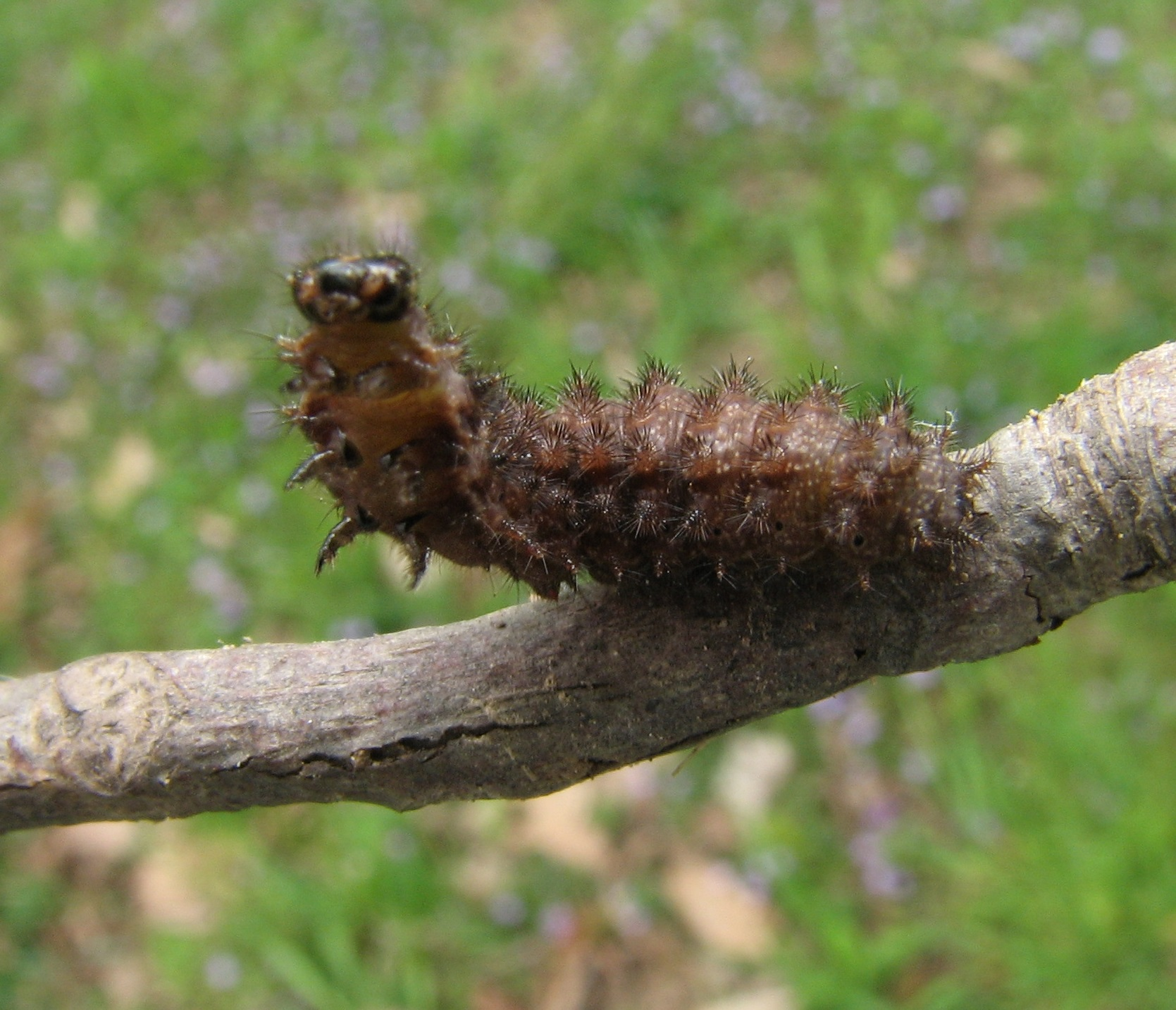
Oruga de Phyciodes tharos

Phyciodes es un género de lepidópteros de la subfamilia  Nymphalinae, familia Nymphalidae que se encuentran en  Norteamérica y México.

## Especies
Hay alrededor de 18 especies, algunas son:
- Phyciodes batesii (Reakirt, 1865)
- Phyciodes cocyta (Cramer, [1777])
- Phyciodes graphica (R. Felder, 1869)
- Phyciodes mylitta (W. H. Edwards, 1861) 
  - Phyciodes mylitta mexicana
- Phyciodes orseis W. H. Edwards, 1871
- Phyciodes pallescens (R. Felder, 1869)
- Phyciodes pallida or Phyciodes pallidus (W. H. Edwards, 1864)
- Phyciodes picta (W. H. Edwards, 1865) 
  - Phyciodes picta pallescens
- Phyciodes phaon (W. H. Edwards, 1864)
- Phyciodes pulchella (Boisduval, 1852)
- Phyciodes texana (W. H. Edwards, 1863)
- Phyciodes tharos (Drury, [1773])